# مکان‌های نذری
مکان‌های نذری (انگلیسی: Votive site) مکان‌هایی هستند که قربانی کردن حیوان، به شکل استخوان‌بندی که به صورت شکافی در یک بلوک سنگ یا در زیرسنگ‌چین قرار گرفته‌اند، ساخته می‌شود. این مکان‌ها به شدت شبیه قبرها یا مقبره‌ها هستند.